# Hova (Szwecja)
Hova – miejscowość (tätort) w Szwecji, w regionie administracyjnym (län) Västra Götaland, w gminie Gullspång.
Według danych Szwedzkiego Urzędu Statystycznego liczba ludności wyniosła: 1254 (31 grudnia 2015), 1320 (31 grudnia 2018) i 1309 (31 grudnia 2019).